# Dialetto siciliano occidentale
Il dialetto siciliano occidentale è un insieme di varietà diatopiche della lingua siciliana con caratteristiche comuni, parlate nelle province di Palermo, Trapani e nella parte centro-occidentale della provincia di Agrigento. La varietà principale di tale gruppo è costituita dal dialetto palermitano.

## Distribuzione geografica
Le varietà raggruppate all'interno del "siciliano occidentale" sono parlate nella parte più occidentale della Sicilia, corrispondente ai territori provinciali di Agrigento (esclusa la parte orientale), Palermo e Trapani, nonché nelle Isole Egadi e a Ustica. Per quanto riguarda Pantelleria, che pur rientra linguisticamente nel siciliano occidentale, le forti peculiarità del dialetto locale fanno sì che tale parlata costituisca un gruppo a sé stante.

## Classificazione
In seguito alle ricerche sul campo e a una più approfondita conoscenza della realtà dialettale dell'isola, Piccitto 1951 andò oltre la sommaria classificazione operata da Schneegans 1888, proponendo di suddividere i dialetti siciliani basandosi, in primo luogo, sulla presenza o meno del vocalismo metafonetico. Distinse, in tal modo, un "siciliano occidentale" da uno, più articolato, "centro-orientale".
Rientrano, pertanto, tra le varietà occidentali:
- il dialetto palermitano, parlato a Palermo e nelle immediate vicinanze, caratterizzato dalla presenza del dittongamento incondizionato delle vocali toniche medie (ad esempio, bieḍḍu/bieḍḍi/bieḍḍa 'bello/belli/bella');
- il dialetto trapanese, parlato grosso modo a Trapani e provincia, caratterizzato - come il precedente sottogruppo - dalla trasformazione in /i/ della /r/ preconsonantica (ad esempio, càinne 'carne' < lat. carne(m));
- il dialetto agrigentino centro-occidentale, parlato in gran parte della provincia di Agrigento (compresa la zona dei Sicani occidentali), privo - come il trapanese - del dittongamento tipico del palermitano ma caratterizzato da alcune peculiarità fonetiche, come la realizzazione hi del nesso latino -fl- (ad esempio, hiumi 'fiume' < lat. flūmĕ(n)).

Pur coi limiti messi in risalto dallo stesso Piccitto, che basò la sua classificazione principalmente sul vocalismo tonico, Pellegrini 1977 recepì in buona parte questa classificazione e individuò nell'area occidentale (non metafonetica) uno dei sottogruppi nei quali divise la Sicilia linguistica.

## Dialetti

Mappa linguistica della Sicilia secondo le aree dialettali individuate nel Vocabolario siciliano

Nella sistemazione delle sigle di localizzazione dei dialetti siciliani operata nel Vocabolario siciliano, le parlate afferenti al gruppo occidentale sono state classificate nel seguente modo:
- dialetto agrigentino centro-occidentale
  - dialetti agrigentini centrali (AG II)     
  - dialetti agrigentini occidentali (AG III)
- dialetto palermitano
  - dialetti palermitani centrali (PA II)     
  - dialetti palermitani dell'interno (PA III)     
  - dialetti palermitani occidentali (PA IV)
- dialetto trapanese
  - dialetti trapanesi orientali (TP I)     
  - dialetti trapanesi occidentali (TP II)